# Sochinsogonia brinobora
Sochinsogonia brinobora är en insektsart som beskrevs av Young 1986. Sochinsogonia brinobora ingår i släktet Sochinsogonia och familjen dvärgstritar. Inga underarter finns listade i Catalogue of Life.